# Hadjina poliastis
Hadjina poliastis är en fjärilsart som beskrevs av George Francis Hampson 1906. Hadjina poliastis ingår i släktet Hadjina och familjen nattflyn. Inga underarter finns listade i Catalogue of Life.